# Glicano
Os termos glicano e polissacarídio são definidos pela IUPAC como sinônimos com a seguinte definição: "compostos que consistem em um grande número de monossacarídios unidos por ligações glicosídicas". Pode também ser usado para referir-se à porção carboidrato de um glicoconjugado, como uma glicoproteína, glicolípido, ou um proteoglicano. Os glicanos normalmente consistem apenas de ligações O-glicosídicas de monossacarídeos. Por exemplo, a celulose é um glicano (ou mais especificamente um glucano) composto por beta-1,4-D-glicose, e a quitina é um glicano composto por beta-1,4-N-acetil-D-glucosamina. Podem ser homo ou heteropolímeros de resíduos de monossacarídeos, e podem ser lineares ou ramificados.